# DeFuniak Springs
DeFuniak Springs er en by og administrativt centrum for det amerikanske county Walton County i delstaten Florida i USA. Byen har et indbyggertal på 5.919 (2020) indbyggere.